# 浜金谷駅
浜金谷駅（はまかなやえき）は、千葉県富津市金谷にある、東日本旅客鉄道（JR東日本）内房線の駅である。鋸山ロープウェー鋸山山麓駅が近隣に位置する。千葉県の最西端に位置する駅である。

## 歴史
- 1916年（大正5年）10月11日：鉄道院の駅として開設[1]。
- 1969年（昭和44年）5月26日：貨物取扱廃止[2]。
- 1987年（昭和62年）4月1日：国鉄分割民営化に伴い、東日本旅客鉄道（JR東日本）の駅となる[1][2]。
- 2009年（平成21年）3月14日：ICカード「Suica」の利用が可能となる[3]。東京近郊区間に組込まれる[3]。
- 2023年（令和5年）7月31日：みどりの窓口の営業終了[4][5]。

## 駅構造
島式ホーム1面2線を有する地上駅。木造駅舎を備える。駅舎は金谷港側に建てられており、ホームとは跨線橋で結ばれている。
JR東日本ステーションサービスが受託する業務委託駅である（木更津統括センター（君津駅）管理）。自動券売機（Suica対応）、簡易Suica改札機が設置されている。トイレは男女別の水洗式。

### のりば
| 番線 | 路線    | 方向 | 行先                   |
| ---- | ------- | ---- | ---------------------- |
| 1    | ■内房線 | 上り | 木更津・千葉・東京方面 |
| 2    | ■内房線 | 下り | 館山・安房鴨川方面     |

（出典：JR東日本:駅構内図）
- 2017年に1番線への下り列車の場内信号機・出発信号機、2番線への上り列車の場内信号機・出発信号機が使用停止になり、同時に停止位置目標が撤去されている。これにより当駅は方向別の一方通行となり、逆線発車や非常時の折返しが出来なくなった。
- ホームは11両編成までに対応する。

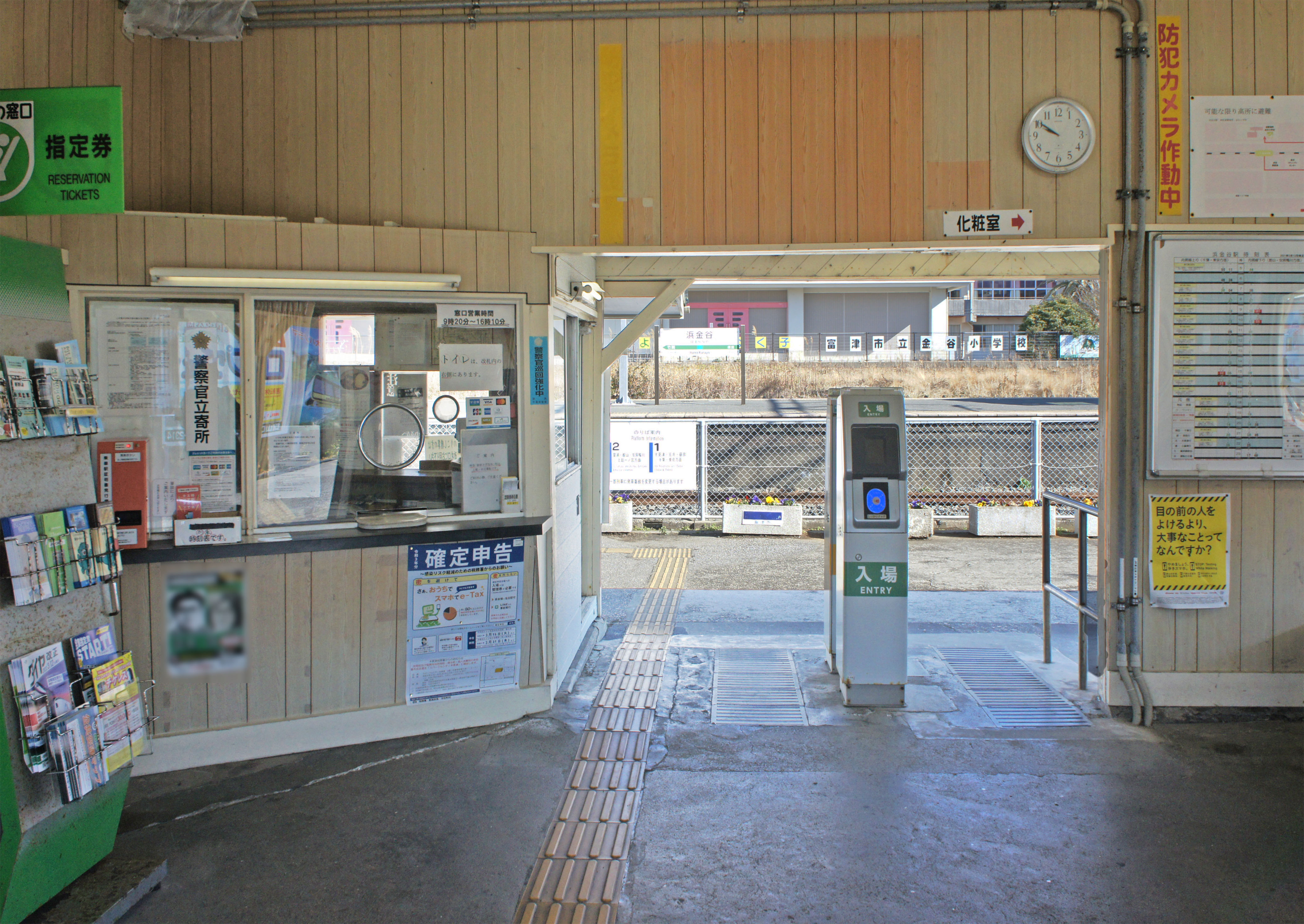
改札口（2022年2月）
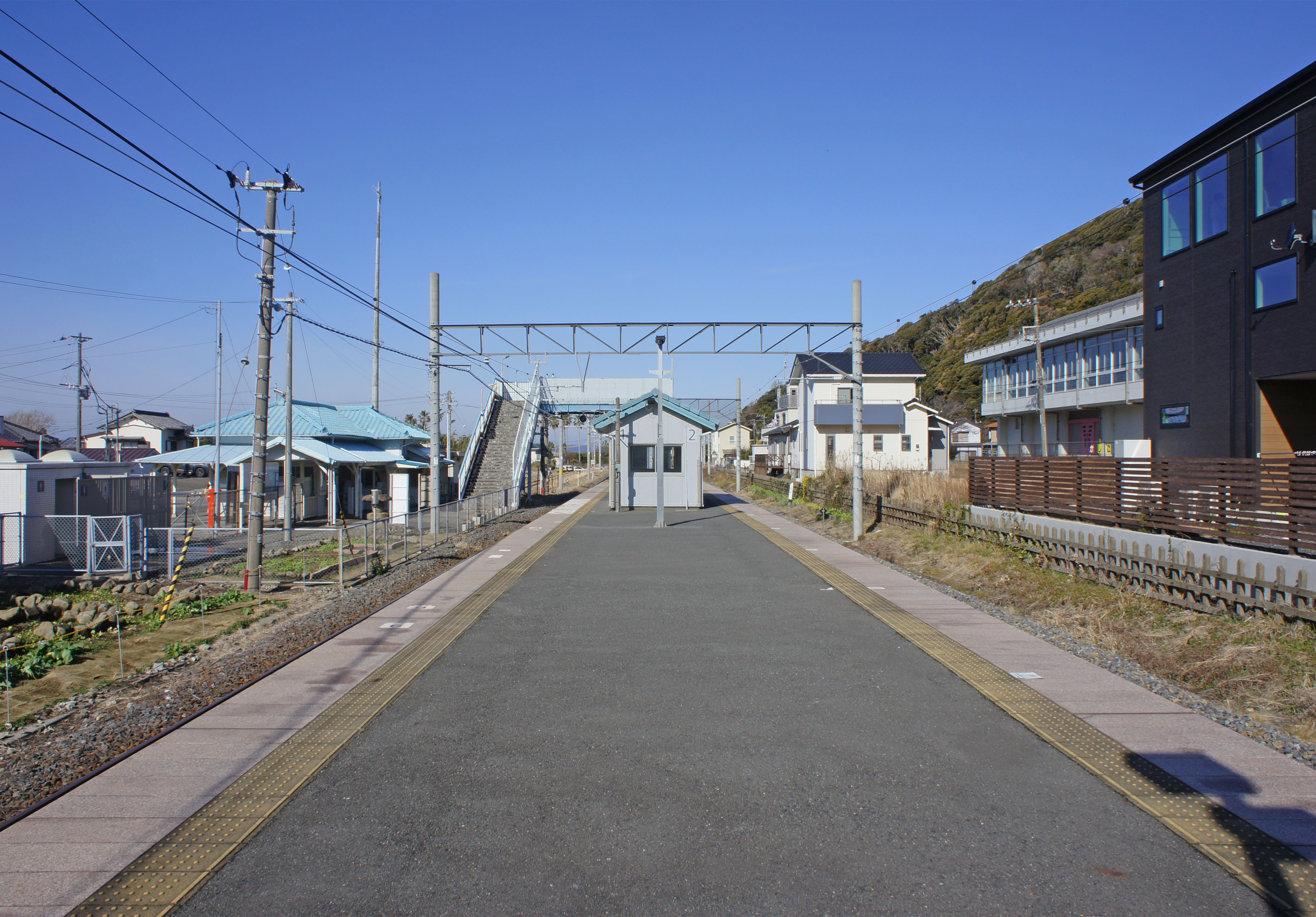
ホーム（2022年2月）

## 利用状況
2023年度（令和5年度）の1日平均乗車人員は216人である。
JR東日本および千葉県統計年鑑によると、1990年度（平成2年度）以降の1日平均乗車人員の推移は以下の通り。
| 年度               | 1日平均 乗車人員 | 出典     |
| ------------------ | ---------------- | -------- |
| 1990年（平成02年） | 1,007            | [ * 1 ]  |
| 1991年（平成03年） | 1,008            | [ * 2 ]  |
| 1992年（平成04年） | 989              | [ * 3 ]  |
| 1993年（平成05年） | 921              | [ * 4 ]  |
| 1994年（平成06年） | 855              | [ * 5 ]  |
| 1995年（平成07年） | 794              | [ * 6 ]  |
| 1996年（平成08年） | 758              | [ * 7 ]  |
| 1997年（平成09年） | 712              | [ * 8 ]  |
| 1998年（平成10年） | 636              | [ * 9 ]  |
| 1999年（平成11年） | 598              | [ * 10 ] |
| 2000年（平成12年） | 553              | [ * 11 ] |
| 2001年（平成13年） | 510              | [ * 12 ] |
| 2002年（平成14年） | 454              | [ * 13 ] |
| 2003年（平成15年） | 446              | [ * 14 ] |
| 2004年（平成16年） | 417              | [ * 15 ] |
| 2005年（平成17年） | 403              | [ * 16 ] |
| 2006年（平成18年） | 385              | [ * 17 ] |
| 2007年（平成19年） | 359              | [ * 18 ] |
| 2008年（平成20年） | 356              | [ * 19 ] |
| 2009年（平成21年） | 342              | [ * 20 ] |
| 2010年（平成22年） | 322              | [ * 21 ] |
| 2011年（平成23年） | 283              | [ * 22 ] |
| 2012年（平成24年） | 295              | [ * 23 ] |
| 2013年（平成25年） | 306              | [ * 24 ] |
| 2014年（平成26年） | 306              | [ * 25 ] |
| 2015年（平成27年） | 316              | [ * 26 ] |
| 2016年（平成28年） | 300              | [ * 27 ] |
| 2017年（平成29年） | 278              | [ * 28 ] |
| 2018年（平成30年） | 275              | [ * 29 ] |
| 2019年（令和元年） | 237              | [ * 30 ] |
| 2020年（令和02年） | 158              |          |
| 2021年（令和03年） | 195              |          |
| 2022年（令和04年） | 219              |          |
| 2023年（令和05年） | 216              |          |

## 駅周辺
- 鋸山ロープウェー（鋸山山麓駅）
- 浜金谷港
  - 徒歩約7分程度。東京湾フェリーで対岸の久里浜港と約40分で結ばれている。
- 金谷漁港
- 富津館山道路（富津金谷インターチェンジ）
- 国道127号
- 千葉県道237号浜金谷停車場線
- 富津市役所金谷連絡所
- 富津市立金谷小学校 (閉校)
- 富津警察署金谷駐在所
- 金谷郵便局
- 鋸山金谷温泉
- 金谷ステーション観光案内所（温泉施設）
- 鋸山美術館
- 鋸山
- 日本寺（日本寺大仏）
- 金谷海浜公園
- ザ・フィッシュ（シーフードレストラン・マーケットプレイス）
- BAYSIDE KANAYA（ベイサイド金谷）
  - https://www.bayside-kanaya.jp/

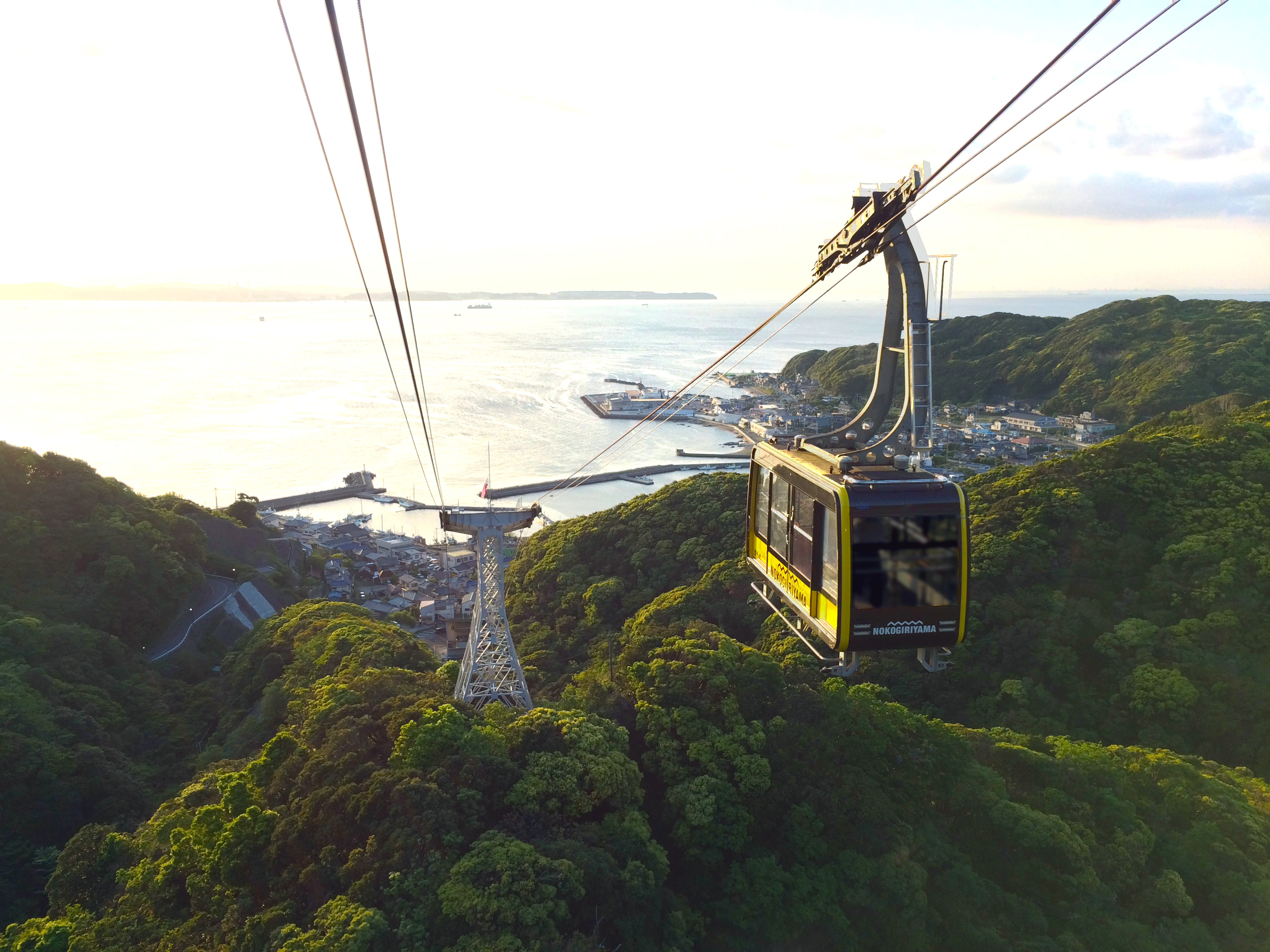
鋸山ロープウェー
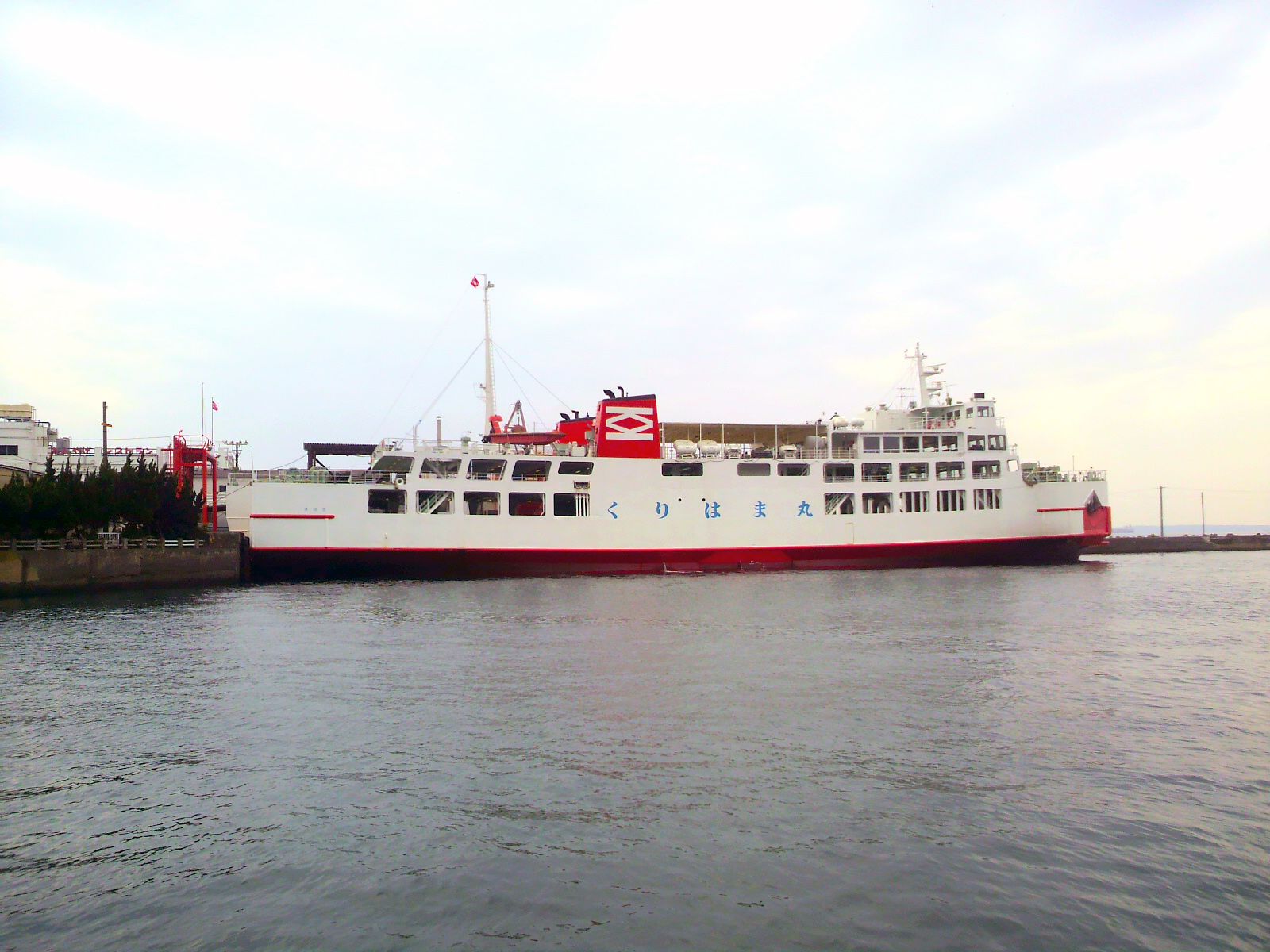
浜金谷港（東京湾フェリー）

## バス路線
最寄りのバス停留所は、当駅から徒歩約5分の「東京湾フェリー」（金谷港・フェリーターミナル前）となる。
以下の3路線が乗り入れ、日東交通により運行されている。(かつて金谷・長狭線：鴨川駅・亀田病院行が運行されていたが、2024年4月1日を以て区間短縮され、ここへの乗り入れは廃止されている。)
- 竹岡線：上総湊駅行
- 直通：マザー牧場行 ※季節運行
- 日東交通 ・ちばシティバス 高速バス「南総里見号」：千葉駅・千葉みなと駅行

## 隣の駅
東日本旅客鉄道（JR東日本）
- 臨時特急「新宿さざなみ」停車駅

■内房線
竹岡駅 - 浜金谷駅 - 保田駅

### 記事本文
1. 1 2 3  曽根悟（監修） 著、朝日新聞出版分冊百科編集部 編『週刊 歴史でめぐる鉄道全路線 国鉄・JR』 31号 内房線・外房線・久留里線、朝日新聞出版〈週刊朝日百科〉、2010年2月21日、14-15頁。
2. 1 2  石野哲（編）『停車場変遷大事典 国鉄・JR編 Ⅱ』JTB、1998年、619頁。ISBN 978-4-533-02980-6。
3. 1 2  『Suicaをご利用いただけるエリアが広がります。』（PDF）（プレスリリース）東日本旅客鉄道、2008年12月22日。オリジナルの2019年5月3日時点におけるアーカイブ。2019年7月30日閲覧。
4. 1 2  “駅の情報（浜金谷駅）：JR東日本”.   東日本旅客鉄道. 2023年7月3日時点のオリジナルよりアーカイブ。2023年7月3日閲覧。
5. ↑  国鉄千葉動力車労働組合 (2023年6月2日). “5 / 25千葉支社 「窓口閉鎖・みどりの窓口閉鎖」よる運用見直し、「首都圏本部京葉運輸区設立」に伴う行路の一部移管による運用の改訂を提案”. 国鉄千葉動力車労働組合. 2023年6月18日閲覧。
6. ↑  “【長狭線・金谷線】ダイヤ改正と路線の廃止について – 日東交通株式会社”. 2024年6月7日閲覧。

### 利用状況
1. ↑  千葉県統計年鑑 - 千葉県
2. ↑  富津市統計書 - 富津市

JR東日本の2000年度以降の乗車人員
1. 1 2  各駅の乗車人員（2023年度） - JR東日本
2. ↑  各駅の乗車人員（2000年度） - JR東日本
3. ↑  各駅の乗車人員（2001年度） - JR東日本
4. ↑  各駅の乗車人員（2002年度） - JR東日本
5. ↑  各駅の乗車人員（2003年度） - JR東日本
6. ↑  各駅の乗車人員（2004年度） - JR東日本
7. ↑  各駅の乗車人員（2005年度） - JR東日本
8. ↑  各駅の乗車人員（2006年度） - JR東日本
9. ↑  各駅の乗車人員（2007年度） - JR東日本
10. ↑  各駅の乗車人員（2008年度） - JR東日本
11. ↑  各駅の乗車人員（2009年度） - JR東日本
12. ↑  各駅の乗車人員（2010年度） - JR東日本
13. ↑  各駅の乗車人員（2011年度） - JR東日本
14. ↑  各駅の乗車人員（2012年度） - JR東日本
15. ↑  各駅の乗車人員（2013年度） - JR東日本
16. ↑  各駅の乗車人員（2014年度） - JR東日本
17. ↑  各駅の乗車人員（2015年度） - JR東日本
18. ↑  各駅の乗車人員（2016年度） - JR東日本
19. ↑  各駅の乗車人員（2017年度） - JR東日本
20. ↑  各駅の乗車人員（2018年度） - JR東日本
21. ↑  各駅の乗車人員（2019年度） - JR東日本
22. ↑  各駅の乗車人員（2020年度） - JR東日本
23. ↑  各駅の乗車人員（2021年度） - JR東日本
24. ↑  各駅の乗車人員（2022年度） - JR東日本

千葉県統計年鑑
1. ↑  千葉県統計年鑑（平成3年）
2. ↑  千葉県統計年鑑（平成4年）
3. ↑  千葉県統計年鑑（平成5年）
4. ↑  千葉県統計年鑑（平成6年）
5. ↑  千葉県統計年鑑（平成7年）
6. ↑  千葉県統計年鑑（平成8年）
7. ↑  千葉県統計年鑑（平成9年）
8. ↑  千葉県統計年鑑（平成10年）
9. ↑  千葉県統計年鑑（平成11年）
10. ↑  千葉県統計年鑑（平成12年）
11. ↑  千葉県統計年鑑（平成13年）
12. ↑  千葉県統計年鑑（平成14年）
13. ↑  千葉県統計年鑑（平成15年）
14. ↑  千葉県統計年鑑（平成16年）
15. ↑  千葉県統計年鑑（平成17年）
16. ↑  千葉県統計年鑑（平成18年）
17. ↑  千葉県統計年鑑（平成19年）
18. ↑  千葉県統計年鑑（平成20年）
19. ↑  千葉県統計年鑑（平成21年）
20. ↑  千葉県統計年鑑（平成22年）
21. ↑  千葉県統計年鑑（平成23年）
22. ↑  千葉県統計年鑑（平成24年）
23. ↑  千葉県統計年鑑（平成25年）
24. ↑  千葉県統計年鑑（平成26年）
25. ↑  千葉県統計年鑑（平成27年）
26. ↑  千葉県統計年鑑（平成28年）
27. ↑  千葉県統計年鑑（平成29年）
28. ↑  千葉県統計年鑑（平成30年）
29. ↑  千葉県統計年鑑（令和元年）
30. ↑  千葉県統計年鑑（令和2年）